# Luis Mayme
Luis Mayme (Humay, Provincia de Pisco, 28 de noviembre de 1980) es un exfutbolista peruano. Jugaba de centrocampista y su último equipo fue Comerciantes Unidos.

## Trayectoria
En el 2007 compartió el mediocampo con Donny Neyra y Mayer Candelo.
En el 2011 fue considerado como uno de los mejores mediocampista de la Segunda División Peruana, año en el que salió campeón y ascendió con el José Gálvez

## Clubes
| Club                       | País | Año         |
| -------------------------- | ---- | ----------- |
| Sport Áncash               | Perú | 2002        |
| Unión Juventud             | Perú | 2004        |
| José Gálvez                | Perú | 2005 - 2006 |
| Universitario de Deportes  | Perú | 2007        |
| José Gálvez                | Perú | 2008 - 2011 |
| Univ. Técnica de Cajamarca | Perú | 2012 - 2013 |
| José Gálvez                | Perú | 2013        |
| Carlos A. Mannucci         | Perú | 2014        |
| Comerciantes Unidos        | Perú | 2015 - 2017 |

## Palmarés

### Campeonatos nacionales
| Título                    | Club                       | País | Año  |
| ------------------------- | -------------------------- | ---- | ---- |
| Copa Perú                 | José Gálvez                | Perú | 2005 |
| Torneo del Inca           | José Gálvez                | Perú | 2011 |
| Segunda División del Perú | José Gálvez                | Perú | 2011 |
| Copa Perú                 | Univ. Técnica de Cajamarca | Perú | 2012 |
| Segunda División del Perú | Comerciantes Unidos        | Perú | 2015 |

### Distinciones individuales
| Distinción                                                                             | Año  |
| -------------------------------------------------------------------------------------- | ---- |
| Incluido en el equipo ideal de la Copa Perú según el portal periodístico DeChalaca.com | 2012 |